# مستصفرة ثاقبة
مستصفرة ثاقبة (الاسم العلمي: Xanthomonas perforans) هي نوع من البكتيريا يتبع جنس المستصفرة من الفصيلة المستصفرية.